# Junonia viridata
Junonia viridata är en fjärilsart som beskrevs av Embrik Strand 1911. Junonia viridata ingår i släktet Junonia och familjen praktfjärilar. Inga underarter finns listade i Catalogue of Life.